# Ornithopus perpusillus
Espèce
Ornithopus perpusillus est une espèce de plantes à fleurs du genre Ornithopus de la famille des Fabacées. Elle est appelée Ornithope délicat, Ornithope fluet, Pied-d'oiseau délicat, ou Pied-d'oiseau fluet. C'est une petite plante herbacée originaire d'Europe et d'Afrique du Nord.

## Taxonomie

### Historique
Le genre Ornithopus a été décrit pour la première fois au XVIIIᵉ siècle par des botanistes européens intéressés par les plantes des sols pauvres et acides. O.perpusillus a été identifiée et nommée par le botaniste suédois Carl von Linné, qui l’a inclus dans son ouvrage emblématique Species Plantarum en 1753.

### Étymologie
Le nom Ornithopus provient du grec ancien ὀρνίς (ornis, signifiant « oiseau ») et πούς (pous, signifiant « pied »), faisant référence à la forme des gousses, qui évoquent les pattes d'un oiseau. L'épithète spécifique perpusillus signifie « très petit » en latin, soulignant la petite taille de cette espèce par rapport à d'autres membres du genre.

### Études
L'espèce a fait l’objet de plusieurs études sur ses propriétés écologiques, notamment pour son rôle dans la fixation de l’azote dans les sols pauvres. Des recherches récentes ont mis en avant son intérêt potentiel pour des pratiques agricoles durables dans les régions à faible rendement, grâce à sa capacité à prospérer dans des sols dégradés tout en favorisant la biodiversité. En enrichissant le sol en matière organique et en azote, elle améliore la qualité des sols et augmente leur capacité à soutenir la vie végétale et animale. Cette plante contribue également à la biodiversité en servant de refuge pour certaines espèces.
Des graines collectées en 2005 sont cultivées à l'Institut de recherche agricole de Lituanie pour de futures investigations. Les résultats préliminaires indiquent que O. perpusillus pourrait être une espèce prometteuse pour les systèmes agricoles durables et pour les champs temporairement abandonnés.

## Description
C'est une petite plante herbacée annuelle avec des feuilles imparipennées, comportant de 13 à 25 folioles. Les folioles sont oblongues, elliptiques ou ovales, mesurant de 1 à 6 mm de long et de 1 à 2 mm de large, avec un apex obtus. Les inflorescences sont des grappes compactes, et les pédoncules sont de longueur égale ou légèrement plus longs que les feuilles. Les fleurs, qui apparaissent de fin mai à mi-août, sont regroupées par 5 à 7 par inflorescence. La corolle est d'un violet vif avec des veines rouges ; le pétale supérieure (étendard) est concave et la partie inférieur de la corolle, composée de deux pétales fusionnés, est obtus, jaune, plus court que les pétales latéraux (ailes). Les gousses mesurent de 10 à 20 mm de long et 2 cm de large, sont arquées et couvertes de poils, formées de 5 à 7 segments ovales nervés de brun. Les graines sont ovoïdes, d'environ 1,5 mm de long, lisses, de couleur jaune ou jaune brun.

### Confusions possibles
O.perpusillus peut être confondu avec O.compressus, une espèce plus grande et mieux adaptée aux sols calcaires et secs. Les critères distinctifs incluent un aspect plus robuste et des gousses plus comprimées chez O.compressus.

## Habitat et distribution

### Habitat

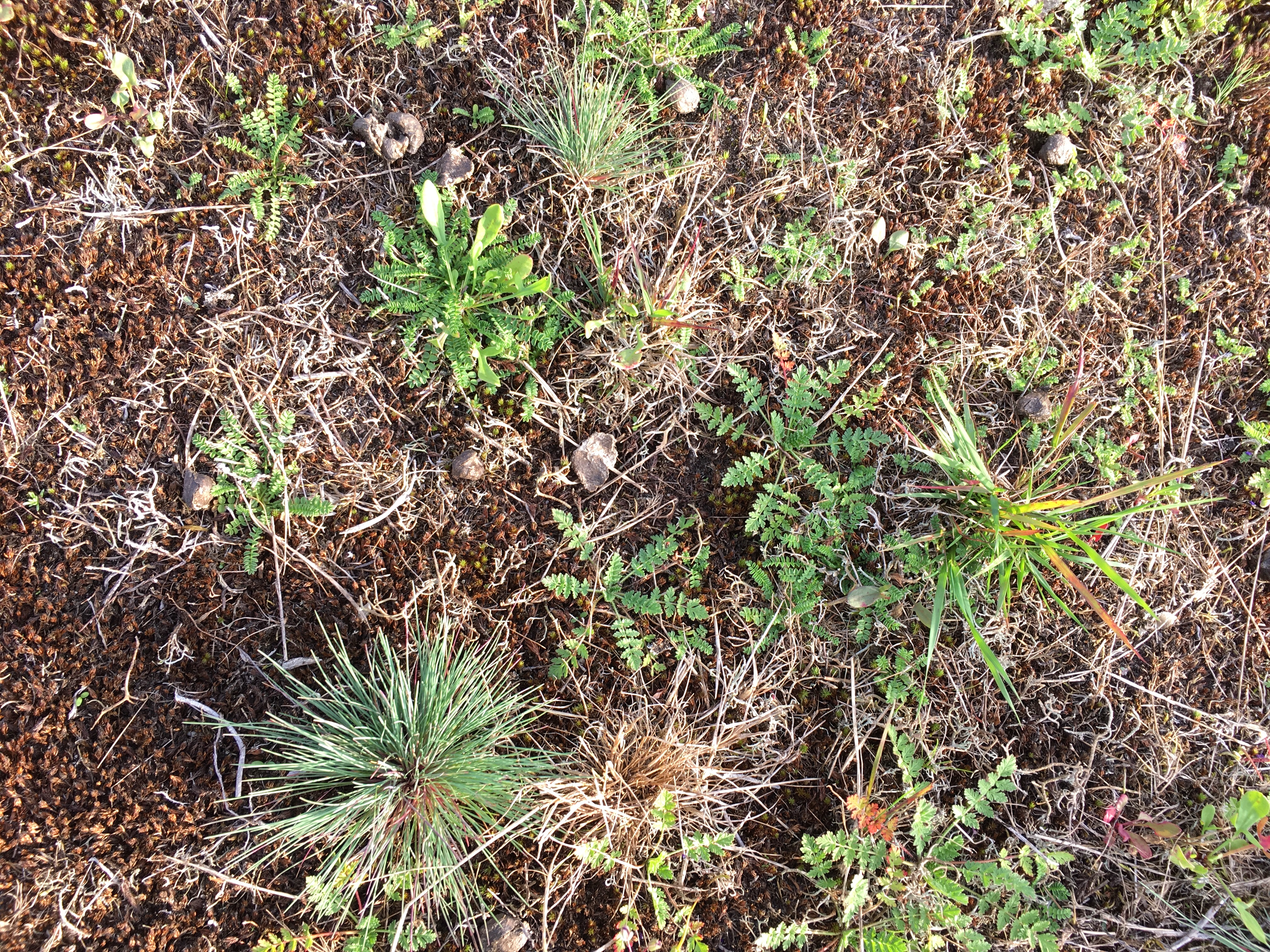
Exemple d’habitat en association d’autres végétaux.

C’est une espèce qui pousse dans des habitats naturels spécifiques, souvent pauvres et acides, tels que les prairies sableuses, principalement sur les rives sableuses des grandes rivières et dans des champs sablonneux proches de la mer, dans les forêts de pins sèches et les espaces ouverts dans les bois. À l'extrémité de sa répartition, elle peut se développer dans des zones anthropiques, telles que des champs cultivés, des endroits sablonneux et des bords de routes. Elle se caractérise en poussant souvent en association avec différentes espèces comme Aira praecox, Anthoxanthum odoratum, Calluna vulgaris, Carex arenaria, Danthonia decumbens, Deschampsia flexuosa, Festuca ovina, Hieracium umbellatum, Melampyrum nemorosum, Peltigera canina, Peplis portula, Pilosella officinarum, Poa pratensis, Radiola linoides, Rumex acetosella, Vicia angustifolia et V. lathyroides’'.

### Distribution
Présente principalement en Europe, Ornithopus perpusillus est une espèce de climat océanique qui se trouve principalement dans des zones tempérées et méditerranéennes. Sa répartition géographique inclut des pays tels que la Belgique, le Danemark, la France, l'Allemagne, l'Italie, l'Irlande, les îles britanniques, les Pays-Bas, la Pologne, le Portugal, la Roumanie, l'Espagne, la Suède, la Suisse, la Russie (région de Kaliningrad), la Moldavie, l'Ukraine et le nord de l’Algérie.
En France, elle est présente dans de nombreuses régions, bien que sa répartition soit souvent localisée.
Il est à noté que O.perpusillus a été observé pour la première fois en Lituanie en 1898 et a été retrouvé en 2000 sur la côte de la mer Baltique. C'est un habitat unique pour l'espèce dans ce pays. Cependant, la présence de l'espèce dans cette zone reste incertaine à cause du climat maritime et du tourisme intensif qui favorisent l'arrivée de nouvelles espèces. En 2000, des stations supplémentaires ont été découvertes dans le centre de la Lituanie, ce qui laisse supposer que l'espèce pourrait être native à cet endroit.

## Statut de conservation
Ornithopus perpusillus n’est pas considérée comme menacée à l’échelle mondiale ou européenne. Dans certaines régions françaises, cette espèce peut être considérée comme rare ou vulnérable, et elle est parfois utilisée comme espèce indicatrice dans les inventaires ZNIEFF (Zones Naturelles d’Intérêt Écologique, Faunistique et Floristique).

### Rareté dans d’autres pays
O.perpusillus est une espèce très rare en Lituanie. Sa présence est limitée aux zones côtières, et sa distribution dans le pays est considérée comme exceptionnelle, bien que le statut de l'espèce dans ces habitats reste incertain. La conservation de cette espèce nécessite une protection, une surveillance à long terme et des recherches supplémentaires.  
L'espèce est également rare dans d'autres régions de son aire de répartition, comme au Danemark, en Suède et dans certaines zones de la Russie. En Estonie, elle est présente sur l'île de Hiiumaa, mais elle est considérée comme introduite. En Ukraine, on la trouve près de Dnipro et Kherson.